# Font Vella de Canyelles
La Font Vella de Canyelles és una font d'aigua de mina situada al torrent de Canyelles de la serra de Collserola, al barri de Les Roquetes de Barcelona.

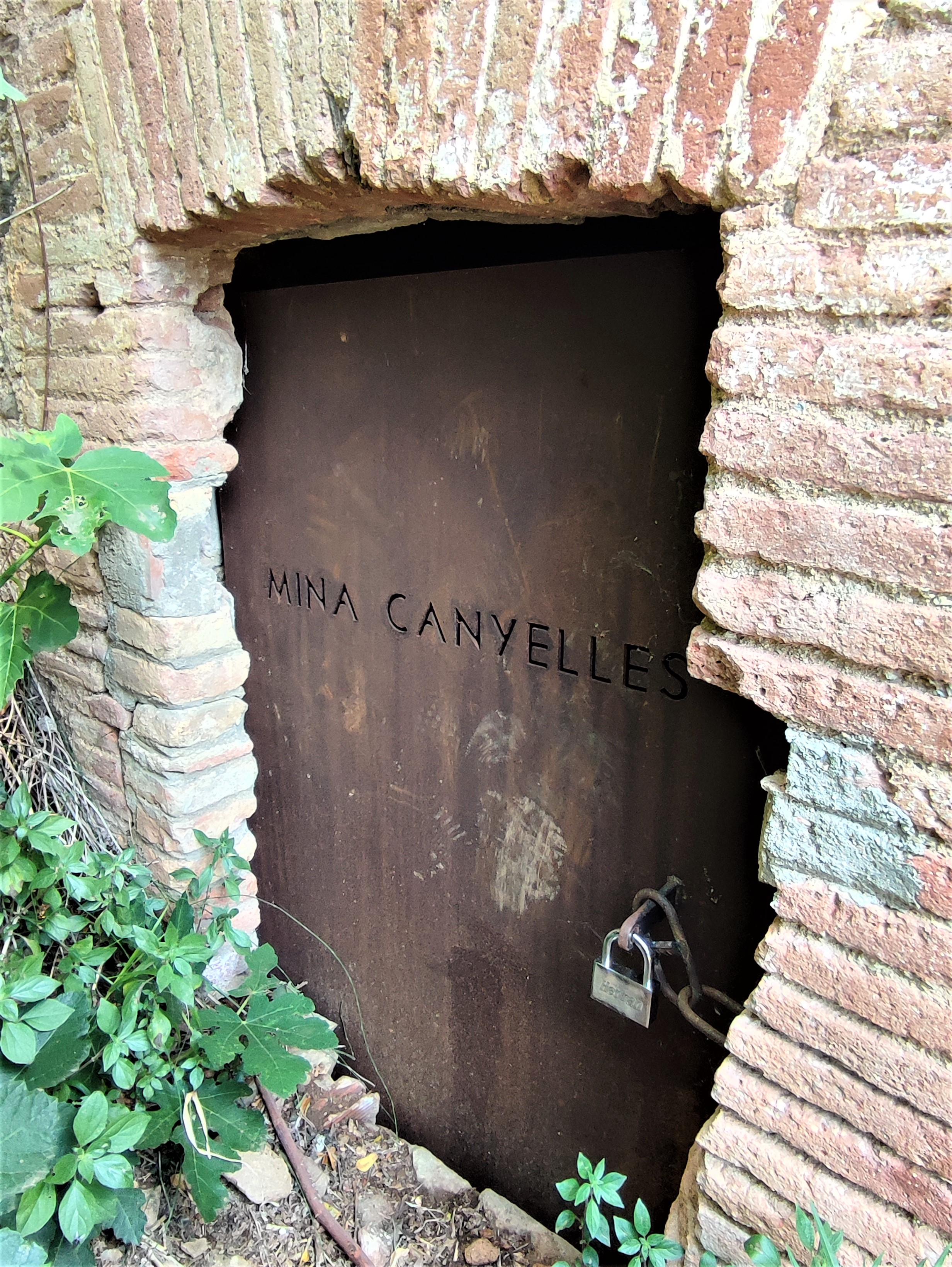
Mina de la font

## Història
Antiga font, documentada l'any 1005. El 1993 va ser arranjada per l'entitat ecologista Grodema i l'Arxiu Històric de Nou Barris, però poc després en un acte vandàlic es va obstruir la sortida d'aigua i des d'aleshores no raja. El juliol de 2022 el Districte de Nou Barris va fer una neteja de vegetació invasora i va restaurar els murs i el banc de pedra seca.

## Descripció
Construcció de pedra vista formada pel frontal i un lateral que serveix de banc. Al frontal hi queda una capelleta on hi havia una petita estàtua. A sota hi ha el tub de ferro, que no raja, i la pica amb un canal de desguàs. Uns metres més amunt hi ha una cabana de pedra que ha estat tancada amb una porta de ferro i que protegeix la mina que nodreix la font.